# Acutomunna foliacea
Acutomunna foliacea is een pissebed uit de familie Paramunnidae. De wetenschappelijke naam van de soort is voor het eerst geldig gepubliceerd in 1975 door Chardy.